# Образцов, Павел Ефимович
Павел Ефимович Образцов (8 [20] декабря 1840, Новгород — 23 ноября [5 декабря] 1895, Юрьев, Лифляндская губерния) — российский православный богослов, педагог, духовный писатель, протоиерей, историк церкви.

## Биография
Родился 8 (20) декабря 1840 года в Новгороде в семье диакона. В 1861 году окончил Новгородскую духовную семинарию, а в 1865 году — Санкт-Петербургскую духовную академию. В 1873 году получил степень магистра богословия.
С 1865 года преподавал в Смоленской духовной семинарии, где читал лекции по гомилетике, обличительному и нравственному богословию, Священному Писанию, педагогике, истории литературы. Параллельно преподавал историю и географию на Смоленских педагогических курсах. Был редактором «Смоленских епархиальных ведомостей».
В 1870 году был переведён в Псковскую духовную семинарию, где преподавал Священное Писание, примерно тогда же будучи рукоположён. С 1872 года преподавал Закон Божий в гатчинскойучительской семинарии уже будучи рукоположён во священника. В 1874 году был переведён на ту же должность законоучителя в гатчинский Николаевский сиротский институт.
С 1877 года служил настоятелем церкви Императорской миссии в Стокгольме. В 1885 году получил назначение профессором православного богословия в Юрьевский (Дерптский) университет и настоятелем Успенской церкви. Уволен, по прошению, от должности настоятеля в 1891 году, от должности профессора — в 1892 году.
Умер в Юрьеве 23 ноября (5 декабря) 1895 года.
Главные труды Павла Образцова: «Опыт толкования книги св. пророка Захарии» (СПб., 1873 — первоначально, его магистерская диссертация), «История христианской церкви, общедоступно изложенная» (Гатчина, 1877—1879) и «Конспект лекций по богословию» (СПб., 1886).